# Carex turgescens
Carex turgescens är en halvgräsart som beskrevs av John Torrey. Carex turgescens ingår i släktet starrar, och familjen halvgräs. Inga underarter finns listade i Catalogue of Life.